# Ričard Gingras

Ričard Gingras je američki izvršni direktor i preduzetnik u oblasti interneta, koji se počevši od 1979. godine usmerio ka digitalnim medijima u usponu, radeći na njihovom poboljšanju u kompanijama kao što su Gugl (eng. Google), Epl Kompjutersa (eng. Apple Computers), SMG i Public Broadcasting Service. Otvoreno je zagovarao i podržavao novinarske inovacije na internetu. 

## Karijera
Gingras je trenutno na poziciji potpredsednika Gugl Njuza. U maju 2018. godine upozorio je javnost da budućnost vesti ne treba da se zasniva na prošlosti. Imao je ključnu ulogu u kreiranju ubrzanih mobilnih stranica (eng. Accelerated Mobile Pages, AMP), koje predstavljaju projekat otvorenog koda sa ciljem poboljšanja brzine veba (eng. World Wide Web, WWW) i unapređenja oglašavanja korisničkog iskustva. Krajem 2014. godine je u saradnji sa Sali Lerman iz Markulla centra za etiku sa Univerziteta u Santa Klari osnovao udruženje Trust Project . To je udruženje novinarske zajednice na svetskom nivou koje ima za cilj da istraži kako se može unaprediti struktura novinarstva da bi se poboljšao kredibilitet visokokvalitetnog novinarstva. 
Sve do kraja jula 2011. godine Gingras je bio na poziciji izvršnog direktora kompanije Salon Media Group, koja vodi novinski portal Salon.com  i pionirsku virtuelnu zajednicu The WELL. Saradnja sa Salonom traje već dugi niz godina, otkako su ostvarili prve prihode 1995. Tokom 2007. i 2008. godine bio je na poziciji strateškog savetnika izvršnog tima u Guglu za razvoj strategija za vesti i televizije. 
U ulozi suosnivača, predsedavajućeg i izvršnog direktora kompanije Goodmail Systems se našao 2002. godine. Ova kompanija je razvila sertifikovane usluge e-pošte koje nude veliki snabdevači kao što su Yahoo i America Online. U periodu od 2000. do 2001. godine je bio vršilac dužnosti direktora kompanije MyPublisher, predvodivši dizajniranje servisa za pravljenje foto albuma sa tvrdim povezima po narudžbini, koju je uveo Epl Kompjuters kao deo aplikacije iPhoto. 
Od početka 1996. do sredine 2000. godine vodio je službu za pružanje onlajn usluga Exite@Home kao viši potpredsednik i glavni rukovodilac ogranka kompanije za proizvode orijentisane na krajnjeg korisnika Excite Studios, u okviru kog se nalazio veb-pretraživač Excite.
Januara 1996. godine pridružio se jednoj od prvih potrošačkih širokopojasnih mreža @Home Network, a dok je obavljao funkcije potpredsednika programiranja i glavnog urednika lansirao je i internet portal širokopojasnog dometa. Kompanija je osnovana kao partnerstvo između kompanije Kleiner Perkins, nastale iz preduzetničkog kapitala, i jedne od vodećih američkih kablovskih kompanija sa ciljem da se ponudi brži pristup internetu. Sredinom 2000. godine @Home se spojio sa kompanijom Excite i Gringras je postao glavni odgovorni za oba portala.
Početkom devedesetih je vodio i razvoj onlajn usluge eWorld u Eplu (eng. Apple). Kao preteča onlajn servisa, eWorld se smatrao velikom inovacijom u to vreme, ali je bio skup i nije uspeo da privuče veliki broj korisnika. Uprkos planiranoj desktop verziji, servis je bio dostupan samo na Mekintoš računarima.
Gingras se aktivno upušta u rad interaktivnih digitalnih medija 1979. godine, kada je među prvima izneo na tržište interaktivne onlajn novine koje su se testirale u stotinama domaćinstava koristivši interaktivnu televizijsku tehnologiju poznatiju kao teletekst. Pomagao je televizijskoj stanici PBS da razvije primenu ovog servisa u školama.
Godine 1987. osnovao je MediaWorks, startap kompaniju koju je finansirao Epl, a koja je razvila sofver za podršku prodavcima novina i izvršnim direktorima kompanija sa liste Fortune 500. Na njenom čelu je bio sve do 1992. godine.
U periodu od 1983. godine do 1986. upravljao je mrežom u koju je povezao televizijske stanice iz 50 glavnih američkih tržišta kako bi se obezbedila horizontalna distribucija podataka za Silent Radio, servis za vesti i oglašavanje, koji je bio predstavljen na ekranima u maloprodajnim objektima.

## Odbori i priznanja
Gringras je član odbora Koalicije prvog Amandmana, Međunarodnog novinarskog centra i Svetske kompjuterske berze.
Na jesen 2012. godine dobio je nagradu Manship Prize koju dodeljuje Univerzitet u Luizijani za doprinos razvoju digitalnih medija. Održao je govor na dodeli diploma studentima fakulteta novinarstva Reed Scool of Journalism na Univerzitetu Zapadne Virdžinije u maju 2013.
O njemu su govorili u okviru projekta usmene istorije digitalnih medija koji je organizovao centar za štampu, politiku i državnu politiku Joan Shorenstein na Univerzitetu Harvard 2013. godine. Na jesen 2015. godine održao je govor na dodeli diploma studentima fakulteta Manship School of Communications na Univerziteta u Luizijani. 

## Privatan život
U februaru 2003. godine pokrenuo je satiričnu veb-stranicu pod nazivom Total Awareness Gift Shop, kao odgovor na otkrivanje tajnog projekta nadzora vođenog od strane Džona Poindekstera u sklopu ministarstva odbrane Sjedinjenih Američkih Država. Gringras navodi da je sav prihod od prodaje doniran Američkoj uniji za građanske slobode. 
Nakon što je održao govor na dodeli diploma na Univerzitetu Zapadne Virdžinije predstavljen je kao Guglov lični potpaljivač. Ovo je očigledna aluzija na velike požare koje Gingras izaziva na severnoj obali Kalifornije. Gingras je govorio o ovome na antikonferenciji Newsfoo Unconference u novembru 2013. godine.